# Celestial (cómic)
Los Celestiales son un grupo de personajes ficticios que aparecen en los cómics estadounidenses publicados por Marvel Comics. Debutaron en la Edad de Bronce de los cómics y han aparecido en las publicaciones de Marvel durante cuatro décadas. Su mitología es que son miembros de las primeras formas de vida creadas en y por el universo original, y han contribuido a la creación del Multiverso presente en Marvel Comics, incluida la evolución de la vida en el mismo. También intentan aprovechar el poder de las Gemas del Infinito.
Los Celestiales también debutaron en las películas del Universo Cinematográfico de Marvel Guardianes de la Galaxia (2014), Guardianes de la Galaxia vol. 2 (2017), Eternos (2021) y Thor: Love and Thunder (2022).

## Historial de publicación
Los Celestials debutaron en The Eternals # 1 (julio de 1976) y fueron creados por el escritor y artista Jack Kirby. Reaparecieron como estrellas invitadas regulares en tres secuelas subsiguientes de series limitadas: Eternals vol. 2, n.º 1–12 (octubre de 1985 - septiembre de 1986), Eternals vol. 3, # 1–7 (agosto de 2006 - febrero de 2007), y Eternals vol. 4, # 1–9 (agosto de 2008 - mayo de 2009).
Los personajes también se han presentado en otros títulos, incluida la trama "Celestial Saga" en Thor Annual # 7 (1978), Thor # 283-300 (mayo de 1979 a octubre de 1980), Thor # 387–389 (enero a marzo de 1988), Quasar # 24 (julio de 1991), Fantastic Four # 400 (mayo de 1995), X-Factor # 43–46 (agosto a noviembre de 1989) y # 48–50 (diciembre de 1989 × 2 - enero de 1990). La primera explicación detallada del origen de los Celestiales se presentó finalmente en Ultimates 2 # 6 (2017).

## Historia
El origen de los Celestiales ha sido desconocido durante mucho tiempo, ya que muchas especies en el universo de Marvel tienen solo leyendas sobre sus inicios, ninguna de las cuales ha sido validada. Ha habido importantes revelaciones sobre el origen y la naturaleza de los Celestiales por parte de la misteriosa entidad cósmica llamada la Reina de Nevers.
Al comienzo de la creación misma, hace miles de millones de años, antes del actual Orden Cósmico, la creación estaba compuesta por un solo universo sensible cuya inteligencia omnipotente se denominaba Primer Firmamento. Durante incontables edades, el Primer Firmamento fue el único ser en la creación, hasta que su soledad se volvió insoportable. Decidió crear la primera vida en la Creación para darle compañeros y sirvientes, un acto que más tarde lamentaría. Estos sirvientes eran seres cósmicos de menor orden de poder y eran de dos clases: sirvientes humanoides negros y multicolores. Los sirvientes negros obedecieron incuestionablemente y adoraron a su creador. Incluso crearon sus propios sirvientes y buscaron preservar el orden simple que su creador había hecho completo e inmutable para siempre. El Primer Firmamento nombró a estos seres leales "aspirantes" y se mostró muy satisfecho con sus objetivos y el deseo de mantener el statu quo de su reinado. Sin embargo, los sirvientes multicolores tenían valores y deseos completamente diferentes de los aspirantes. Considerados "rebeldes" por el Primer Firmamento, querían una Realidad dinámica, diversa y en continua evolución donde los seres vivían, aprendían, reproducían, envejecían y morían para poder progresar lentamente a través de la evolución. Los rebeldes querían esto con el objetivo final a largo plazo de producir seres cósmicos superiores con el poder de crear universos propios y de que el universo evolucionara con ellos a medida que avanzaban hacia ese estado. Estos eran los seres a los que algún día serían llamados por formas de vida menores, "Los Celestiales".
Las dos facciones opuestas de los hijos del Primer Firmamento no podían coexistir pacíficamente y la guerra consiguiente casi destruyó el primer universo. En algún momento durante la guerra, los Aspirantes crearon una hiper-arma ahora perdida llamada Godkiller, un robot humanoide de 25 000 pies (7600 m) de altura que empañó incluso a los Celestiales. Fue impulsado por un artefacto cósmico más tarde llamado Corazón de Voldi (llamado así por la especie que lo adoptaría) y operado por pilotos de ingeniería genética. Durante la guerra, Godkiller destruyó miles de millones de Celestiales y los llevó al borde de la extinción. En este punto, por razones desconocidas, estalló una guerra civil entre los Aspirantes que llevó a que el Asesino de Dios fuera despojado de partes críticas para armas. Esta división dentro de los aspirantes le dio a los celestiales la oportunidad de recuperarse y hacer su última resistencia. En la batalla final contra los aspirantes, los Celestiales detonaron sus últimas armas que rompieron el Primer Firmamento y casi lo mataron. En un acto desesperado de autoconservación, la esencia central del Primer Firmamento tomó a los Aspirantes supervivientes y huyó fuera de la Realidad. A raíz de su casi destrucción, los fragmentos principales del Primer Universo que fueron arrancados se fusionaron en un nuevo ser cósmico, uno con múltiples realidades que lo integran: la Eternidad. Este fue el nacimiento del segundo universo y con él el multiverso. Después del nacimiento de la primera Eternidad, los "rebeldes" se asentaron dentro de él, se multiplicaron y comenzaron su vasto plan para crear y alimentar la vida transitoria pero evolutiva en los mundos recién nacidos de adentro, un resumen general del plan básico que los Celestiales siguen para moldear la evolución. de la vida en un planeta elegido después de que desarrolla la vida sensible primitiva.
Esta visita inicial se llama Primera Hueste de Celestiales, después de que se haya juzgado que el planeta elegido posee las propiedades necesarias para una "siembra" efectiva. Los Celestiales luego regresan a las visitas de seguimiento o "Anfitriones", durante las cuales monitorean el progreso del planeta sujeto y realizan las modificaciones o intervenciones que consideren apropiadas. Estos Anfitriones han sido documentados en la Tierra y también se han encontrado en muchos otros planetas en todo el universo. Otros ejemplos importantes incluyen el mundo natal de Skrull, hace cientos de millones de años, y numerosos mundos Sh'iar, como el mundo natal de Gladiador.

### Primera Hueste
Recolectando a varios nativos durante la Edad de Piedra, ellos comienzan la experimentación genética que determina el desarrollo futuro de esa especie. Crean tres subespecies a partir de los nativos: Eternos, Desviantes, y una mayoría de cepa "normal" que puede o no modificarse de alguna manera que mejora su desarrollo a largo plazo. Por ejemplo, los Celestiales visitaron la Tierra por primera vez hace casi un millón de años e implantaron un código genético especial en los primeros homínidos. Se ha revelado que esta estructura de ADN implantado no solo es la fuente de la capacidad de los humanos seleccionados al azar para desarrollar superpoderes tras la exposición a catalizadores ambientales peligrosos, sino que también permitió el desarrollo de mutaciones benevolentes que causaron la existencia de superpoderes potenciales innatos en mutantes. Sin embargo, descubrimientos recientes revelaron que las cuentas sobre el Primera Hueste no ocurrieron como se documentó.

### Segunda Hueste
Por ejemplo, hace aproximadamente 21 000 años, los Celestiales regresaron a la Tierra con la Segunda Hueste y encontraron que los Desviantes habían creado un vasto imperio en todo el mundo basado en el continente de Lemuria, donde habían conquistado a la mayoría de las tribus humanas primitivas con su tecnología superior. También estaban a punto de ir a la guerra con los habitantes humanos originales del vecino continente de la Atlántida. Los Celestiales luego destruyeron Lemuria y la hundieron bajo el océano, destruyendo por completo el imperio de los Desviantes y hundiendo indirectamente la Atlántida, destruyendo ambos continentes y reconfigurando la Tierra.

### Tercera y Cuarta Hueste
Resentidos por la presencia de los Celestiales y su monitoreo del progreso de la Tierra, las figuras de la Tierra del Cielo (es decir, Odín, Zeus) intentaron detener a la Tercera Hueste, que regresaría 1000 años después para juzgar el derecho de la Tierra a continuar existiendo.
Los Padres del Cielo desarrollaron un plan complicado para detener a la Cuarta Hueste mediante el uso de la armadura Espada de Odín y Destructor pero una vez más los Celestiales impidieron la ofensiva y fundieron la armadura Destructor en escoria, dispersando las fuerzas de vida de los asgardianos. Las Madres de la Tierra (como Frigga y Hera) de la Tierra, sin embargo, habían planeado una solución pacífica e hicieron una ofrenda de doce humanos perfectos, que fue aceptada y el planeta se libró del juicio. El proceso de juicio fue presenciado por Thor, quien observó al Celestial Arishem el juez que envió un código de ejecución a excitar el Exterminador, un Celestial de 20 000 pies (6100 m) de altura que ejecutó la "oración" de Arishem. Excitar terraforma el planeta en cuestión en un jardín paradisíaco, con solo los habitantes "malvados" que han sido destruidos. En una ocasión, el héroe Quasar observa a una raza que está fallando completamente en la prueba genética, con cada criatura viviente siendo destruida con su planeta.

### El Fulcro
Las acciones de los Celestiales entraron en conflicto con la política de "no interferencia" practicada por los demás entes cósmicos, los Vigilantes con las dos razas convirtiéndose en enemigos. Los Celestiales y sus "opuestos", las langostas del universo, seres cósmicos similares a insectos que finalmente se llamarían la Horda, se establecen como instrumentos de una entidad llamada El Fulcro, cuyo propósito es ser "instrumentos de La plantación / creación / abundancia del universo".

### Knowhere
Un equipo de aventureros espaciales, los Guardianes de la Galaxia, encuentran y utilizan como base la cabeza cortada de un Celestial flotando en un área del espacio conocida como "The Rip". Apodado "Knowhere", la estructura también actúa como un puerto de escala común (completo con un mercado y un bar) para los viajeros de todos los puntos en el continuo espacio-tiempo. La base es administrada por su jefe de seguridad, Cosmo, un perro espacial soviético telepático y telequinético perdido originalmente en la órbita terrestre en la década de 1960. Cortesía del "Cortejo Continuo" de Celestial del difunto, los viajeros con brazaletes "pasaportes" especiales pueden teletransportarse a cualquier punto del universo instantáneamente.

### El fin del noveno multiverso
Durante la historia de "Time Runs Out", se revela que los Beyonders mataron a todos los Celestiales en cada realidad a través del tiempo.

### El nacimiento del Octavo Multiverso
Sin embargo, varios Celestiales de todo el multiverso sobrevivieron, refugiándose en los pliegues del espacio-tiempo. Estaban planeando volver a entrar en el Multiverso después de que renaciera después del evento "Guerras Secretas", sin embargo, el renacimiento del Multiverso tuvo una consecuencia imprevista: proporcionó una apertura para el amargo Primer Firmamento, que había estado esperando pacientemente afuera, para atacar la Eternidad recién renacida, y por lo tanto muy debilitada, con el objetivo de destruir el multiverso y restaurarse al centro de la creación. El Firmamento primero encadenó y luego comenzó a infiltrarse en la Eternidad con sus leales agentes Aspirantes y tomó el control de las entidades cósmicas menores que protegían el equilibrio cósmico en sus universos componentes. Bajo la influencia del Firmamento, Maestro de la Orden y Lord Caos destruyeron a los renacidos Tribunales Vivientes frente a Galactus el Salvavidas y luego encontró a su sirviente, The In-Betweener y se fusionó a la fuerza en un nuevo ser cósmico con muchos órdenes de magnitud de poder mayor que se llamaba Logos. Logos luego ubicó a los Celestiales sobrevivientes y destruyó a todos menos a uno de los cuales fue rescatado por La Reina de Nevers.

### La Quinta Hueste
Más tarde, mientras observaba la última posición en contra del Primer Firmamento, la Reina de Nevers revela la razón por la que ella había salvado al Uno por encima de todo. Al usarlo como una semilla, vuelve a los Celestiales como sus propios Avatares de Posibles en lo que dice ser la Quinta Hueste. Los Celestiales se enfrentaron y derrotaron a los aspirantes del primer firmamento.

### La Hueste Final
Más tarde, se reveló durante la Edad de Piedra, un Celestial llamado "The Fallen" - "El Caído" llegó a la Tierra. Fue descrito como "desquiciado" mientras  excavaba en la tierra aparentemente buscando algo. Debido al peligro que representaban, los Vengadores de la Piedra lucharon contra los Caídos y los derrotaron antes de enterrarlos profundamente en el moderno país de Sudáfrica, donde fue descubierto y despertado por un grupo de arqueólogos después de que descubrieron la caverna subterránea. fue sellado. Los Caídos luego convocaron a la Hueste Final mientras mataban a los arqueólogos y poco después Loki, el Dios Asgardiano de la Traición, se acercó a ellos para propósitos desconocidos.

### El origen secreto del nuevo Universo Marvel
Algún tiempo después, los Celestiales comenzaron a "llover" literalmente en la Tierra obligando a los Vengadores a reunirse de nuevo y justo a tiempo para ver la llegada del Anfitrión Final, que está compuesto por Celestiales Oscuros que son físicamente únicos y fueron los que fácilmente tomaron sus hermanos. Poco después, pareció que estos Celestiales Oscuros están en alianza con la Horda de insectos que salen del centro del planeta y con Loki. En un intento por aprender más sobre los Celestiales, Iron Man y el Doctor Strange visitaron a los Eternos, solo para encontrarlos a todos muertos o moribundos de heridas autoinfligidas. Ikaris fue encontrado apenas vivo y usó sus últimas palabras para revelarle a Iron Man que la Uni-Mente era lo único que podía evitar que el Anfitrión Final desatara completamente a la Horda, como se revela la existencia de un Celestial muerto que Loki llama el Progenitor.
El Progenitor es en realidad el primer Celestial en poner un pie en la Tierra, cuando era una mancha insignificante de lodo fundido y completamente sin vida. Él vino a la Tierra no por un gran diseño cósmico o por un destino divino, ni siquiera eligió conscientemente el planeta, vino simplemente porque estaba muriendo y cayendo. Como resultado, incluso los celestiales omnipotentes se enferman, y el Progenitor fue irremediablemente infectado por la Horda. Cuando el Progenitor murió asfixiado, su sangre y su carne podrida se mezclaron con los elementos primordiales cambiantes del planeta recién formado y, por lo tanto, afectaron el curso de la evolución de la Tierra, ya que convirtió al planeta en un caldo de cultivo único para todos los seres superpoderosos en el futuro.
Cinco mil millones de años después de la muerte del Progenitor y la incorporación de su cadáver a la "sopa primordial" de la Tierra, otro Celestial finalmente lo siguió buscando. Este fue The Fallen, quien era conocido como Zgreb el Aspriante, el amante del Progenitor y, según Loki, se volvió loco al ver a su amante muerto, o quizás por el efecto de la Horda aferrándose a él. En cualquier caso, Odín y sus Vengadores prehistóricos tomaron este Celestial, dejándolo por lo más profundo de la Tierra. Finalmente, la desaparición de dos Celestiales derribó al Primer anfitrión de la Tierra. Hicieron un trabajo rápido con los Vengadores prehistóricos, pero se fueron después de la batalla, en lugar de destruir a los Vengadores o la Tierra. Loki supone que los Celestiales temían sucumbir a la Horda y creían que era mejor dejar a Zgreb bajo tierra para mantener contenida la infección de la Horda, creando en el proceso dos especies superhumanas enfrentadas: los Eternos y los Desviants, que han estado madurando secretamente al ser humano. Correr bajo la falsa impresión de que realmente los estaban protegiendo. Cuando Loki revivió a Zgreb de su largo sueño profundo en la Tierra, descubrió que la Horda no mató a Zgreb, ahora conocido como Zgreb el Dolor, sino que la Horda lo transformó en una nueva raza conocida como Celeste Oscuro. Junto con el resto de su clase, conocidos colectivamente como el Anfitrión Final, han matado o infectado a todos los demás Celestiales, cuyos cuerpos muertos ensucian la Tierra, alimentando a la Horda.
A medida que el planeta entero entra en pánico debido a las acciones del Anfitrión Final, los héroes finalmente se dan cuenta de por qué los Celestiales no limpiaron el planeta Tierra cuando tuvieron la oportunidad, vieron el potencial de crear un antídoto para derrotar a la Horda y así esperaron, visitando el Planeta de vez en cuando para ver si la cura se había desarrollado. Finalmente, el mundo respira un suspiro de alivio cuando los Vengadores, combinando sus poderes a través de la Uni-Mente (dada a Iron Man por Ikaris), purgaron la Tierra de la Horda y derrotaron en el proceso a los Celestiales Oscuros.

### Guerras Infinitas
Más tarde, cuando las Gemas del Infinito se reúnen una vez más, Loki duplica su propia versión de Guardia del Infinito dentro del Mundo Alma, robando las seis Gemas que pertenecen al principal universo Marvel de Gamora. Lo hace para sumergirse profundamente en la Cantera de los Dioses al final de los tiempos, creyendo que allí le espera un poder ilimitado. Pero al entrar, descubre que las Gemas no tienen poder allí, convirtiéndose en rocas ordinarias. Más aún, ve el área llena de miles de Gemas, confirmando que esta cantera es donde se están extrayendo estos artefactos poderosos. Loki reconoce inmediatamente a los mineros como un escuadrón de Celestiales únicos que claramente están manipulando el destino del multiverso.

## Celestiales conocidos
- One Above All: El que está por encima de todos, líder de los celestiales, no confundir con el líder del Tribunal Viviente ya que este sería su heraldo.
- Arishem el Juez: Un Celestial encargado de juzgar si la civilización de un planeta vivirá o morirá.
- Ashema la que escucha: Una Celestial femenina encargada, junto con Nezarr la Calculadora, de la recuperación de Franklin Richards para su evaluación como nuevo miembro de los Celestiales.
- El Celestial Azul: El primer celestial con un nacimiento documentado.
- El Jardinero Celestial: Un Celestial encargado del mantenimiento de la entidad Apocalipsis en la Tierra.[20]
- La Madonna Celestial: Una mujer Celestial que había llegado en el 114 d. C. al palacio de Zhang Heng. Estaba "embarazada" en ese momento y quería consumir la Tierra o la Luna para sobrevivir, pero Zhang Heng la convenció de consumir el Sol, que la mató de inmediato.[21]
- Devron el Experimentador: Un joven Celestial encargado de vigilar la Tierra junto con Gamiel el Manipulador.
- Soñador Celestial: Originalmente conocido como Tiamut el Comunicador; un Celestial renegado.
- Eson el Buscador: El Celestial encargado de "buscar".
- Exitar el Exterminador: Un Celestial encargado de la destrucción de la vida en mundos que no pasan las pruebas de los celestiales.
- The Fallen / Zgreb el Aspirante: Un Celestial trastornado que vino a la Tierra durante la Edad de Piedra, aparentemente buscando algo.[15] Este Celestial era en realidad el amante del Progenitor y lo estaba buscando antes de que fuera derrotado y abandonado por las profundidades de la Tierra por Odín y sus Vengadores Prehistóricos. Cuando Loki revivió a Zgreb de su largo sueño, descubrió que la Horda no mató a Zgreb, sino que la Horda la transformó en un Celestial Oscuro, ahora conocido como Zgreb el Sorrower.
- Gamiel el Manipulador: Un joven Celestial encargado de vigilar la Tierra junto con Devron, el Experimentador.
- Gammenon el Recolector: Un Celestial encargado de recolectar muestras de todas las formas de vida presentes en un planeta durante una hostia Celestial.
- Deidad: Un Celestial silencioso que tuvo la tarea de observar el planeta Viscardi. Después de que los habitantes piden el deseo de volverse poderosos como él, él crea el Vórtice Negro.[22]
- Groffon el Regurgitador: Un Celestial oscuro que destruye los planetas. Él es asesinado por Deadpool, cuando intenta destruir la Tierra.[23]
- Hargen el Medidor: Celestial encargado de medir o cuantificar los planetas en la encuesta de Celestiales.
- Jemiah el Analizador: Un Celestial encargado de analizar muestras de formas de vida.
- Nezarr el Calculador: Un Celestial que es matemático y posee la capacidad de proyectar ilusiones.
- Oneg el Sondeador: Un Celestial encargado de la experimentación y la implementación.
- El Progenitor: El primer Celestial en visitar la Tierra. Este celeste había sido infectado, mientras viajaba en el espacio profundo, por la Horda.
- El Celestial Rojo: El Celestial encargado de ayudar a dar a luz al Celestial Azul.
- El juez rojo / azul: El Celestial encargado de juzgar si la civilización de un planeta vivirá o morirá.
- Scathan el Aprobador: Celestial de la línea de tiempo / realidad alternativa Tierra-691, encargado de aprobar o desaprobar situaciones.
- Star Child: Un Celestial mutado, el hijo de la Madonna Celestial. Nació en el sol tras la muerte de su madre y fue recuperado por Leonardo da Vinci.[24]
- Tefral el Supervisor: Un celestial encargado de estudiar y cartografiar la geografía de los planetas.
- Ziran el Probador: Un Celestial encargado de probar la estabilidad del material genético de las formas de vida que alteran.

## Poderes y habilidades
Conocidos como "dioses del espacio" por los Eternos y los Deviants, los Celestiales aparecen como humanoides silenciosos y blindados con una altura promedio de 2000 pies (610 m). Su peso promedio es de 260 toneladas, lo que significa que en realidad son mucho más livianos que el aire. Son capaces de realizar hazañas como reducir la construcción asgardiana conocida como Destructor a la escoria, mover planetas a voluntad, y crear y contener universos de bolsillo completos. Reed Richards teorizó que la fuente de poder de los Celestiales era el hiperespacio en sí, la fuente de toda energía en el Universo Marvel. Los personajes son invulnerables, y solo han sido dañados en raras ocasiones, antes de regenerarse instantáneamente. El primer asesinato conocido de un Celestial fue llevado a cabo por los Mellizos de Apocalipsis, quienes usaron el hacha "Jarnbjorn" divinamente encantada para perforar la armadura Celestial, contra el Jardinero Celestial. Se dice que la destrucción de la Hiperarma, Godkiller, un robot humanoide espacial que empequeñece incluso a los Celestiales, destruyó a los Celestiales literalmente por miles de millones. Los nuevos celestiales pueden nacer consumiendo la masa de una galaxia entera.
Thanos, empuñando el Guantelete del Infinito, clasificó a los Celestiales en aproximadamente la misma escala de poder que Galactus, Extraño, Odín y Zeus, pero por debajo de la de Amante Amor, Señor del Caos y Amo del Orden.

## Otras versiones
Los personajes aparecen también en el 1999 universo alternativo serie limitada Tierra X, apareciendo como seres de energía encerrada en armadura compuestas de vibranium, un metal con propiedades que impiden su disipación. Se reproducen al plantar un fragmento de su esencia en un planeta, que madura en un nuevo Celestial a lo largo de eones. Como una forma de protección de ese Celestial en crecimiento, sus "padres" manipularían el ADN de la forma de vida dominante de un planeta para obtener súper habilidades y, sin saberlo, actuar como anticuerpos, protegiendo el planeta hasta que nace el Celestial. La entidad cósmica Galactus se opone a ellos, devorando planetas que incuban "huevos" celestiales para evitar que los celestiales superpoblen el universo.
En el universo de Ultimate Marvel, los Celestiales son una raza de metahumanos poderosos liderados por Shen Xorn.
En la realidad alternativa de la miniserie Mutante X de 1998, los Celestiales se opusieron abiertamente a la Entidad Duende, un ser todopoderoso que consumía galaxias enteras y el polo opuesto de la Fuerza Fénix. Mientras que finalmente tuvieron éxito en encarcelar a su enemigo, morirían por las heridas que sufrieron durante la batalla. La Entidad Duende escapó de su prisión varios años después al unirse a la fuerza vital de Madelyne Pryor.
Los Celestiales de Tierra-4280 estaban convencidos de que eran dioses e intentaron conquistar el Multiverso mediante el uso del Puente, un dispositivo creado por Reed Richards que permite a sus usuarios observar y entrar en mundos alternativos. Fueron derrotados por las fuerzas combinadas de Galactus y Franklin Richards de un futuro alternativo.

## En otros medios

### Televisión
- Los Celestiales se mencionan en el episodio de la serie Avengers Assemble, "Widow escapa". Rocket Raccoon los enumera como una de las especies que pronto vendrá a la Tierra para reclamar las Gemas del Infinito.
- En la serie de She-Hulk: Attorney at Law (2022) del Universo Cinematográfico de Marvel, hay una noticia en el periódico web en el que Jennifer Walters busca trabajo, que va sobre el cadáver en el océano del Celestial nasciturus de la película Eternals, al que describen como una estatua humana.

### Película
- Los Celestiales aparecen en los medios establecidos dentro de Marvel Cinematic Universe. Como en los cómics, su origen y naturaleza están envueltos en misterio. Todo lo que se pueda saber sobre ellos es conocido solo por unos pocos, como Taneleer Tivan / El Coleccionista, quien revela que los Celestiales utilizaron las Gemas del Infinito como un medio de poder contra formas de vida menores.[42]
  - La cabeza cortada de un Celestial fallecido fue convertido en Knowhere y aparece en las películas de acción en vivo Guardianes de la Galaxia (2014) y Avengers: Infinity War (2018) y la serie animada de Disney+ What If...? (2021). Knowhere se utiliza como un centro de congregación para viajeros espaciales, y el Grupo Tivan estableció operaciones mineras dentro de él para recolectar recursos valiosos.[43]
  - En Guardianes de la Galaxia, se muestran imágenes de Eson el Buscador usando la Gema de Poder para destruir un planeta.
  - En Guardianes de la Galaxia vol. 2 (2017), Ego el Planeta Viviente, que es el padre biológico de Peter Quill / Star-Lord, es un Celestial que controla un avatar humanoide para viajar por el universo. Su forma planetaria es una extensión viva de su conciencia celestial. A lo largo de muchos años, plantó miles de plántulas alienígenas para expandir su existencia en todos los planetas que sustentan la vida. Sin embargo, Ego necesitaba la ayuda de otro Celestial para activarlos, por lo que engendró hijos con varias razas alienígenas e hizo que Yondu Udonta los recuperara para poder medir sus poderes Celestiales. Quill es el único hijo que obtuvo las habilidades celestiales de su padre, aunque las pierde después de matar a Ego y frustrar sus planes.
  - En Eternals (2021), aparecen Arishem el Juez, Nezarr, el Calculador, Hargen el Medidor y Jemiah el Analizador.[44] Aquí, se muestra que estabilizan el universo con sus poderes infinitos y plantan semillas de su especie en los planetas, destruyéndolos en el proceso. Para controlar el crecimiento de la población de esos planetas, crearon los Deviants. Pero cuando desobedecieron la voluntad de los Celestiales, estos últimos crearon a los Eternos. Arishem tiene un rango mayor que otros Celestiales. Tiamut el Comunicador casi emerge de la Tierra, pero fue convertido en mármol por Sersi, después de que ella y los demás se unieron en un Uni-Mind. Arishem al final de la película, se lleva a Sersi y a dos Eternos más con él para juzgarlos, para ver si el sacrificio de Tiamut valió la pena para la gente de la Tierra.
  - En Thor: Love and Thunder (2022), un Celestial Gardener y un Mad Celestial fueron vistos fuera de la cámara del Consejo de Dioses cuando el grupo de Thor huía de Ciudad Omnipotente.

### Videojuegos
Eson el Buscador aparece en Lego Marvel Super Heroes 2. Kang el Conquistador usa su cristal de tiempo para convocar a Eson el Buscador para luchar contra los Guardianes de la Galaxia.